# Gospodin Velikij Novgorod
Gospodin Velikij Novgorod (russisk: Господин Великий Новгород) er en sovjetisk spillefilm fra 1984 af Aleksej Saltykov.

## Medvirkende
- Oleg Strizjenov som Aleksej Borodin
- Aleksandr Kuznetsov som Misja
- Lionella Pyrjeva som Ljubov
- Jelena Antonova som Nadezjda
- Dmitrij Balasjov som Rebrov